# Ньютон (Міссісіпі)
Ньютон (англ. Newton) — місто (англ. city) в США, в окрузі Ньютон штату Міссісіпі. Населення — 3195 осіб (2020).

## Географія
Ньютон розташований за координатами 32°19′49″ пн. ш. 89°8′51″ зх. д. / 32.33028° пн. ш. 89.14750° зх. д. (32.330139, -89.147435).  За даними Бюро перепису населення США в 2010 році місто мало площу 18,57 км², з яких 18,53 км² — суходіл та 0,04 км² — водойми.

## Демографія
Згідно з переписом 2010 року, у місті мешкали 3373 особи в 1324 домогосподарствах у складі 847 родин. Густота населення становила 182 особи/км².  Було 1520 помешкань (82/км²).
Расовий склад населення:
| - 62,4 % — чорних або афроамериканців - 36,2 % — білих - 0,3 % — азіатів - 0,1 % — корінних американців |

До двох чи більше рас належало 0,7 %. Частка іспаномовних становила 0,9 % від усіх жителів.
За віковим діапазоном населення розподілялося таким чином: 25,2 % — особи молодші 18 років, 56,1 % — особи у віці 18—64 років, 18,7 % — особи у віці 65 років та старші. Медіана віку мешканця становила 39,4 року. На 100 осіб жіночої статі у місті припадало 77,2 чоловіків;  на 100 жінок у віці від 18 років та старших — 70,1 чоловіків також старших 18 років.
Середній дохід на одне домашнє господарство  становив 40 980 доларів США (медіана — 31 114), а середній дохід на одну сім'ю — 51 423 долари (медіана — 39 923). Медіана доходів становила 33 109 доларів для чоловіків та 30 511 долар для жінок. За межею бідності перебувало 20,3 % осіб, у тому числі 31,8 % дітей у віці до 18 років та 16,8 % осіб у віці 65 років та старших.
Цивільне працевлаштоване населення становило 1390 осіб. Основні галузі зайнятості: виробництво — 19,2 %, освіта, охорона здоров'я та соціальна допомога — 15,4 %, науковці, спеціалісти, менеджери — 14,5 %, мистецтво, розваги та відпочинок — 14,2 %.